# Сестринские профессиональные организации
Сестринские профессиональные организации — это организации, объединяющие специалистов в области сестринского дела.
В настоящее время в России существуют следующие профессиональные организации:
- Ассоциация специалистов с высшим сестринским образованием
- Ассоциация медицинских сестёр России
- Межрегиональная общественная организация операционных медицинских сестёр
- Союз медицинских профессиональных организаций

## Некоммерческое партнёрство «Ассоциация специалистов с высшим сестринским образованием»
Ассоциация специалистов с высшим сестринским образованием создана в 2010 году. Ассоциация была создана по инициативе сотрудников кафедры управления сестринской деятельностью и социальной работы факультета высшего сестринского образования и психолого-социальной работы Первого Московского государственного медицинского университета им. И. М. Сеченова.
Основная цель создания некоммерческого партнёрства «Ассоциация специалистов с высшим сестринским образованием» — это удовлетворение различных потребностей сестринского персонала, начиная от потребности в общении и заканчивая потребностью в самореализации.
Среди предметов деятельности партнёрства можно выделить следующие пункты: объединение медицинских сестёр с высшим образованием, студентов факультетов
высшего сестринского образования и широкой общественности в деле формирования
нового образа медицинской сестры; содействие повышению престижа профессии медицинской сестры с высшим
образованием, воспитание молодых специалистов в области сестринского дела в духе
неукоснительного соблюдения норм морали и профессиональной этики; участие в формировании эффективной государственной политики в области развития
сестринского дела в России, участие в нормотворческой деятельности по вопросам развития сестринского дела в России.
Генеральным директором партнёрства является Гажева Анастасия Викторовна, к.м.н., Учёный секретарь ФГБУ "ЦНИИОИЗ" Минздрава России.

## Общероссийская общественная организация «Ассоциация медицинских сестёр России»
Ассоциация медицинских сестёр России (РАМС) была основана в 1992 году по инициативе медицинских сестёр и министерства здравоохранения Российской Федерации. Возглавила ассоциацию Валентина Антоновна Саркисова, главная медсестра Ленинградской областной больницы. В 1994 году организация была зарегистрирована в качестве Межрегиональной ассоциации медицинских сестёр. Деятельность РАМС началась с проекта «Новые медсестры для новой России». В конце 2002 года Ассоциация была перерегистрирована в качестве национального объединения медицинских сестёр, благодаря значительному росту численного состава. С этого момента Ассоциация получила официальное право представлять интересы всех медицинских сестёр России на международном уровне.
В настоящее время РАМС работает в тесном взаимодействии с Министерством здравоохранения и социального развития, федеральными и региональными органами управления здравоохранением, Всероссийским научно-методическим центром, Российской Медицинской Ассоциацией, Пироговским движением, Центральным Комитетом Профсоюза медицинских работников, Российским обществом специалистов перинатальной медицины.
С 2005 г. Ассоциация медицинских сестёр России входит в состав Международного совета медсестёр, объединяющего более 130 национальных организаций специалистов сестринского дела.
Среди целей Ассоциации можно выделить следующее: защита прав и законных интересов медицинского персонала со средним специальным и высшим образованием по специальности «сестринское дело»; содействие повышению качества и общедоступности медицинской помощи в России, содействие улучшению показателей здоровья населения; содействие развитию медицинской науки и новых медицинских технологий.
Президентом Ассоциации является Саркисова Валентина Антоновна.

## Ассоциация организаций, осуществляющих содействие деятельности специалистов с высшим сестринским, средним медицинским и фармацевтическим образованием  "Союз медицинских профессиональных организаций"
Союз медицинских профессиональных организаций (СМПО) основан в 2015 году. Объединяет региональные профессиональные организации для содействия в деятельности и всестороннего развития специалистов с высшим сестринским, средним медицинским и фармацевтическим образованием. Целью Союза для специалистов с высшим сестринским, средним медицинским и фармацевтическим образованием является  повышение престижа профессий, оказание содействия в непрерывном профессиональном развитии, а также повышение качества и доступности оказания медицинской помощи населению.
Союз объединяет более 110 тыс. специалистов из более чем 20 субъектов Российской Федерации. Президентом Союза медицинских профессиональных организаций избрана Левина Ирина Анатольевна Главный внештатный специалист по управлению сестринской деятельностью Министерства здравоохранения РФ в УрФО и Министерства здравоохранения Свердловской области, Президент "Ассоциации средних медицинских работников Свердловской области", директор ГБОУ СПО "Свердловский областной медицинский колледж".